# François Bourgoin
Pour les articles homonymes, voir Bourgoin et Bourgoing.
François Bourgoin, ou de Bourgoing, sieur d’Agnon, chanoine de Nevers, est un pasteur français de l’Église réformée au XVIe siècle.

## Biographie
Ayant entendu parler de la Réforme, Bourgoin voulut d’abord en connaitre les doctrines avant de les condamner, et cet examen acquit un partisan de plus à la religion protestante. Ayant quitté la France, il se retira à Genève, où il se fit recevoir ministre. Théodore de Bèze a dit de lui qu’il était un homme de savoir et d’expérience.
Après avoir desservi pendant quelque temps à Jussy, presque aux portes de la ville, il fut appelé à remplir les fonctions pastorales dans la ville même, en 1515, et le Conseil lui accorda des lettres de bourgeoisie, en 1556. Néanmoins il ne put se décider à se fixer à Genève, et il demanda un congé pour rentrer en France, où il desservit pendant quelque temps les églises de Chaumont et de Troyes, et où il fonda celle de Moulins.
Dans son Discours chrétien, Jean Bruneau prétend qu’il arriva « bien piètre » à Gien, et « qu’il eût voulu ravoir sa chanoinie, qui lui eût pu davantage servir que sa femme » ; mais La Monnoye fait observer que Jean Bruneau, qui ne date pas ce fait, aurait dû, pour lui donner plus d’autorité, le publier du vivant de François Bourgoin. La calomnie parait assez avérée.

## Publications
- Histoire ecclésiastique extraite en partie des Centuries de Magdebourg, 2 vol. in-fol.Le 1er, publié à Genève par Artus Chauvin, en 1560, réimprimé par François Perrin, en 1565, comprend l’histoire de l’Église jusqu’à Constantin-le-Grand. → Lire l'édition de 1565 en ligne 
 Le 2e, imprimé dans la même ville par François Perrin et J. Baptiste Pinereul pour Artus Chauvin, en 1563, embrasse les règnes des empereurs depuis Constantin jusqu’à Théodose-le-Grand. → Lire en ligne

- Paraphrase ou brièves explications sur le catéchisme, Lyon, Sébastien Honnorat, 1564, in-8°, trad. en latin, Anvers, 1584, in-8°.
- Œuvres de Flave Josèphe, traduction du grec en français.Deux éditions in-folio de cette traduction parurent à peu près en même temps à Lyon avant 1570, année où il en fut fait une édition revue et corrigée à Paris.

## Sources
- E. Haag, La France protestante : ou Vies des protestants français qui se sont fait un nom dans l’histoire depuis les premiers temps de la réformation jusqu’à la reconnaissance du principe de la liberté des cultes par l’Assemblée nationale, t. 2, Joël Cherbuliez, 1846-1859, 560 p. (lire en ligne), p. 483.